# Comuna de Siedlisko
Siedlisko (polaco: Gmina Siedlisko) é uma gminy (comuna) na Polónia, na voivodia da Lubúsquia e no condado de Nowosolski. A sede do condado é a cidade de Siedlisko.
De acordo com os censos de 2004, a comuna tem 3503 habitantes, com uma densidade 38 hab/km².

## Área
Estende-se por uma área de 92,19 km², incluindo:
- área agrícola: 53%
- área florestal: 37%

## Demografia
Dados de 30 de Junho 2004:
|                      | Total   | Total | Mulheres | Mulheres | Homens  | Homens |
| -------------------- | ------- | ----- | -------- | -------- | ------- | ------ |
|                      | pessoas | %     | pessoas  | %        | pessoas | %      |
| População            | 3503    | 100   | 1765     | 50,4     | 1738    | 49,6   |
| Densidade (pop./km²) | 38      | 100   | 19,1     | 19,1     | 18,9    | 18,9   |

De acordo com dados de 2002, o rendimento médio per capita ascendia a 1535,33 zł.

## Comunas vizinhas
- Bytom Odrzański, Kotla, Nowa Sól, Sława, Żukowice